# ماساكي تسوكانو
ماساكي تسوكانو (باليابانية: 塚野 真樹) (12 أكتوبر 1970 في يوناغو في اليابان – )؛ هو لاعب كرة قدم ياباني سابق كان يلعب كلاعب وسط.

## وصلات خارجية
- ماساكي تسوكانو على موقع رابطة كرة القدم اليابانية للمحترفين (اليابانية)
- ماساكي تسوكانو على موقع عالم كرة القدم.نت (الإنجليزية)